# Aérodrome de Katiola
L'aérodrome de Katiola est un aéroport desservant Katiola en Côte d'Ivoire.